# Marmosops ocellatus
Marmosops ocellatus is een zoogdier uit de familie van de Opossums (Didelphidae). De wetenschappelijke naam van de soort werd voor het eerst geldig gepubliceerd door Tate in 1931.

## Voorkomen
De soort komt voor in Bolivia en Brazilië.